# Indonemoura bilateralia
Indonemoura bilateralia är en bäcksländeart som beskrevs av Du och Wang 2009. Indonemoura bilateralia ingår i släktet Indonemoura och familjen kryssbäcksländor. Inga underarter finns listade i Catalogue of Life.